# Vitörad opossum
Vitörad opossum (Didelphis albiventris) är en pungdjursart som beskrevs av Peter Wilhelm Lund 1840 och som ingår i familjen pungråttor. IUCN kategoriserar arten globalt som livskraftig. Inga underarter finns listade.
Arten når i genomsnitt en absolut längd av 76,4 cm, inklusive en 37,3 cm lång svans och den genomsnittliga vikten är 1,56 kg. Bakfötterna är ungefär 6 cm långa och öronen cirka 5,4 cm stora. Pungdjuret liknar sin nära släkting storörad opossum (Didelphis marsupialis) i utseende men öronen är hos Didelphis albiventris vit istället för mörk. Dessutom är några centimeter av svansen nära bålen täckta av päls medan storörad opossum har en helt naken svans. Öronens vita färg är tydligast hos vuxna exemplar. Från området mellan ögonen till huvudets topp sträcker sig en svart strimma som blir bredare och bildar ett V. Dessutom finns mörka ögonstrimmor. Vitörad opossum har en vit svansspets och en motsättlig tumme.
Vitörad opossum förekommer i Sydamerika från centrala Brasilien och Bolivia över Paraguay och Uruguay till centrala Argentina. Den vistas i gräsmarker, marskland och även i angränsande delar av regnskogar. Arten undviker höga bergstrakter och mycket torra landskap.
Individerna går främst på marken men de har bra förmåga att klättra i träd. De äter daggmaskar, insekter, småfåglar, ägg och några växtdelar. Enligt bönder från norra Argentina ska arten äta odlade mogna frukter. Honor blir antagligen brunstiga vid början av regntiden. Efter dräktigheten som varar 12 till 13 dagar lever ungarna för cirka två månader i honans pung (marsupium). Per kull föds cirka 10 ungar och i pungen finns 13 spenar (kan variera lite). Efter tiden i pungen klättrar ungarna på moderns rygg.
Denna opossum betraktas ibland som skadedjur när den dödar höns eller när den äter odlade frukter. Å andra sidan har den flera andra skadedjur som gnagare eller insekter som byten. Under 1970-talet dödades flera vitörade opossumar för pälsens skull.